# Kang Chae-Young
Kang Chae-Young (en coreano: 강채영; 8 de junio de 1996) es una deportista surcoreana que compitió en tiro con arco, en la modalidad de arco recurvo.
Participó en los Juegos Olímpicos de Tokio 2020, obteniendo una medalla de oro en la prueba por equipo. Ganó siete medallas en el Campeonato Mundial de Tiro con Arco al Aire Libre entre los años 2015 y 2021.

## Palmarés internacional
| Juegos Olímpicos                 | Juegos Olímpicos                | Juegos Olímpicos  | Juegos Olímpicos |
| Año                              | Lugar                           | Medalla           | Prueba           |
| -------------------------------- | ------------------------------- | ----------------- | ---------------- |
| 2020                             | Tokio (Japón)                   | Medalla de oro    | Equipo           |
| Campeonato Mundial al Aire Libre |                                 |                   |                  |
| Año                              | Lugar                           | Medalla           | Prueba           |
| 2015                             | Copenhague (Dinamarca)          | Medalla de bronce | Equipo           |
| 2017                             | Ciudad de México (México)       | Medalla de oro    | Equipo           |
| 2017                             | Ciudad de México (México)       | Medalla de oro    | Equipo mixto     |
| 2019                             | 's-Hertogenbosch (Países Bajos) | Medalla de oro    | Equipo mixto     |
| 2019                             | 's-Hertogenbosch (Países Bajos) | Medalla de plata  | Individual       |
| 2019                             | 's-Hertogenbosch (Países Bajos) | Medalla de plata  | Equipo           |
| 2021                             | Yankton (Estados Unidos)        | Medalla de oro    | Equipo           |